# Aina Bauzà Roig
Aina Bauzà Roig (Marratxí, Mallorca, 1994) és una regatista catalana. Amb una travessa de 30 dies, 22 hores i 34 minuts, Aina Bauzà, la regatista del Club de Vela Puert d'Andratx, va assolir una nova fita en establir el nou rècord transatlàntic de navegació en solitari en un monocasc, partint des de Cadis cap a les Bahames.
Llicenciada en Nàutica i Transport Marítim i amb un màster Universitari en Enginyeria Nàutica, va iniciar-se a la pràctica de la vela des de molt jove. Va ser membre de l'equip Espanyol (2011-2019 Participació en els campionats del món i d'Europa) i Campiona d'España 2017 (Medallista en campionats i Copes d'España 2011-2019).

## Palmarès
- Récord transatlàntic de navegació en solitari en un monocasc, de Càdiz a San Salvador de Bahamas
- 3a 100 Milles entre Illes Mini 6.5 en Solitari al 2023
- 6a Campionat del Món de Offshore a Dos 2022 a bord d'un Figaro 3 2023
- 2a Palma Vela inshore Swan 42 (Navigator Position).
- 2a Non-stop Round Italy Race Doublehanded 1.500 milles en Figaro 3 amb la Cecilia Zorzi.